# 71 км (зупинний пункт, Донецька дирекція Донецької залізниці)
71 кіломе́тр — пасажирська зупинна залізнична платформа Донецької дирекції Донецької залізниці.
Розташована поблизу смт Шахтне, Троїцько-Харцизька селищна рада Харцизька, Донецької області на лінії Торез — Іловайськ між станціями Орлова Слобода (6 км) та Скосирська (3 км).
Через військову агресію Росії на сході України транспортне сполучення припинене.